# Rogätz
Rogätz is een gemeente in de Duitse deelstaat Saksen-Anhalt, en maakt deel uit van de Landkreis Börde.
Rogätz telt 2.185 inwoners.
Rögatz ligt 20 kilometer ten noorden van Maagdenburg, de hoofdstad van de deelstaat. De burgemeester heet Wolfgang Großmann en is sinds 27 juni 2004 in ambt.
Altenhausen ·
Am Großen Bruch ·
Angern ·
Ausleben ·
Barleben ·
Beendorf ·
Bülstringen ·
Burgstall ·
Calvörde ·
Colbitz ·
Eilsleben ·
Erxleben ·
Flechtingen ·
Gröningen ·
Haldensleben ·
Harbke ·
Hohe Börde ·
Hötensleben ·
Ingersleben ·
Kroppenstedt ·
Loitsche-Heinrichsberg ·
Niedere Börde ·
Oebisfelde-Weferlingen ·
Oschersleben (Bode) ·
Rogätz ·
Sommersdorf ·
Sülzetal ·
Ummendorf ·
Völpke ·
Wanzleben-Börde ·
Wefensleben ·
Westheide ·
Wolmirstedt ·
Zielitz